# Клейтон (футболист, 1999)
Клейтон Фернандеш Сильва (порт.-браз. Clayton Fernandes Silva); более известный, как Клйетон порт.-браз. Clayton род. 11 января 1999, Белу-Оризонти) — бразильский футболист, нападающий клуба «Риу Аве».

## Клубная карьера
Клейтон — воспитанник клуба «Лажеаденсе». В 2019 году он дебютировал за основной состав. После этого игрок выступал за «Жувентуде», «Гуарани» (Собрал) и «Глобо». В 2021 году Клейтон перешёл в «Вила-Нова». 9 июля в матче против «Ремо» он дебютировал в бразильской Серии B. 22 августа в поединке против «Ботафого» игрок забил свой первый гол за «Вила-Нова». В начале 2022 года Клейтон на правах аренды перешёл в клуб «Коритиба». 20 февраля в поединке Лиги Паранаэнсе против «Параны» игрок дебютировал за основной состав. 24 апреля в матче против «Атлетико Минейро» он дебютировал в бразильской Серии A. 
Летом 2022 года Клейтон перешёл в португальский «Каза Пия». 7 августа в матче против «Санта-Клара» он дебютировал в Сангриш лиге. В поединке против «Пасуш де Феррейра» игрок забил свой первый гол за «Каза Пия». 
В начале 2024 года Клейтон вернулся на родину, подписав контракт с «Васко да Гама». 10 марта в матче Лиги Кариока против «Нова-Игуасу» он дебютировал за основной состав. Летом 2024 года Клейтон на правах аренды перешёл в «Риу Аве». 9 августа в матче против лиссабонского «Спортинга» он дебютировал за основной состав. В этом же поединке игрок забил свой первый гол за «Риу Аве». 